# Lola López
Lola López (Puerto de Sagunto, 1959) es una actriz, directora de escena, dramaturga, traductora y docente española, estrechamente vinculada al teatro contemporáneo valenciano y a la creación dramatúrgica independiente. Cofundadora junto a Lluïsa Cunillé y Paco Zarzoso de la compañía Hongaresa de Teatre, ha desarrollado desde 1995, una extensa y polifacética trayectoria. Como dramaturga, su obra se caracteriza por el compromiso con la memoria histórica y la recuperación de figuras femeninas olvidadas.

## Trayectoria
López es licenciada en Arte Dramático por la Escuela Superior de Arte Dramático (ESAD) de Valencia (1984 y 1987). Completó su formación en Londres con un postgrado en la London Academy of Music and Dramatic Art (LAMDA) y un seminario en la Weber London Academy además de realizar cursos con maestros como Esteve Graset (1984), Pere Planella (1985), José Carlos Plaza (1986), John Strasberg (1986), Victoria Santacruz, Sergi Belbel (1993), Calixto Bieito, José Sanchís Sinisterra, así como formación en teatro físico en el Odin Teatret.
Durante su estancia en Londres entre 1989 y 1993, colaboró con Laurence Boswell en la Temporada del Siglo de Oro en el Notting Hill Gate Theatre y trabajó como ayudante de dirección junto a Edison Valls en Destiada (1984). Otra experiencia en el ámbito de la dirección escénica fue una ayudantía con Rafael Calatayud en El més feliç dels tres de Eugène Labiche (1992). Su debut como directora llegó en 1995 con Un hombre, otro hombre, de Paco Zarzoso.
En 1993, fundó en Barcelona, junto a Lina Lambert, la compañía Cae la sombra con la que estrenaron, en 1995, Libración, de Lluïsa Cunillé, dirigida por Xavier Albertí. Esta obra, apoyada por José Sanchis Sinisterra, recibió premios de la Crítica de Barcelona al mejor texto, dirección e interpretaciones.
En 1995, tras coincidir en la Sala Beckett durante las funciones de Libración, fundó junto a Paco Zarzoso y Lluïsa Cunillé la compañía Hongaresa de Teatre, eje central de su carrera artística. En ella ha desarrollado una polifacética labor como actriz, directora, autora, figurinista y productora.  Ha participado en montajes emblemáticos como Vacantes (1997), El asunto (1999), Cocodrilo (1998), Mirador (2000), Viajeras (2001), Húngaros (2002), Aquel aire infinito (2002), Ilusionistas (2004), Conozca usted el mundo (2005), Exilio (2004), Umbral (2006), El mal de Holanda (2008), El alma se serena (2009), Hilvanando cielos (2012), Ultramarins (2017), Piedra y encrucijada (2019), Saguntilíada (2020), Querencia (2023) o Las cartas de Ulpiano (2024).
Fuera de la Hongaresa ha participado en producciones de Teatro Micalet  y de Teatres de la Generalitat siendo dirigida por Irene Papas en el montaje de Troyanas de La Fura dels Baus (2001). También participó en una pieza de danza-teatro, Lo que fue del gallo, de Germana Civera y Alain Rigout.
Ha sido dirigida por creadores como Alberto Bokos, Alejandro Jornet, Xavier Albertí, Paco Zarzoso, Joan Peris, Lluïsa Cunillé, Liza Goldman, Esteve Graset, Maurice Daniels, Sheilla Alien, C. Eves, B. Astbury, P. Barnard, Aksel Otto Bull, S.Stone, E. Clarck o B. Panel. Ha actuado en escenarios de España y Latinoamérica.
Como directora teatral, ha estado al frente de obras como Intemperie obra fundacional de la compañía Hongaresa de Teatre (1995) y Salón primavera de Cunillé y Zarzoso, Un hombre otro hombre de Paco Zarzoso, Hola de L. López Ruiz, Alter de J.Ramos, Cabezas parlantes de Alan Bennett, El zoo de cristal de Tennessee Williams, Patos salvajes de Lluïsa Cunillé, Lola López y Paco Zarzoso o La caricia de Dios, Ruanda 1994 (2005), de F. Zanni y P. De Vita, una de las piezas más representativas de la Hongaresa.
En cine y televisión, ha trabajado con Rafa Montesinos en Ladrón de multas, Juan Ramón Soriano en La tierra de la esfinge, Raúl Hernández Garrido en Antes de morir piensa en mí o Nacho Ruipérez en la serie de las televisiones valencianas Canal Nou y À Punt, L'Alqueria Blanca.
Como dramaturga, es autora de obras como Al-a-mar (1997), Isola (1998) o Ecosmudos (2000), que contaron con el apoyo de la Generalitat Valenciana. Es también coautora, junto a Lluïsa Cunillé y Paco Zarzoso, de Patos salvajes.
Parte de su trabajo se ha centrado en la recuperación de la memoria de mujeres silenciadas por la historia, creando y dirigiendo montajes como Encendidas, a partir de textos de Francisca (Paca) Aguirre; María la Jabalina, sobre la joven miliciana herida en el frente de Teruel, con textos de Rafael Alberti, Paca Aguirre y César Vallejo; Tula divina, caótica Tula (2020), basada en la obra de Gertrudis Gómez de Avellaneda o Un país que mata a sus poetas (2021), estrenada en el Festival Al Crepuscle.
Ha participado en charlas y coloquios, como el homenaje a Paca Aguirre, donde compartió su experiencia y relación con la poeta o el dedicado a Alejandra Pizarnik en el Centro de Arte Moderno de Madrid, donde actuó en Sasha, la palabra en la garganta, de Arnoldo Liberman. También ha estado implicada en la gestión cultural, siendo una de las fundadoras de la Sala Ultramar en Valencia, un espacio dedicado a la creación y exhibición teatral.
Como traductora, ha vertido al inglés varias obras de la Hongaresa, como Crocodile, Thres Hold, Nocturnos, Valencia y Mirador de Zarzoso y The Affaire y Libración de Cunillé. También tradujo al castellano piezas como Piaff de Pam Gems, Plays One de Anthony Minghella y, junto a Vega Bermejo, Talking Heads de Alan Bennett.
En el ámbito docente, ha impartido clases de interpretación teatral en la Facultad de Periodismo de la Universidad de Valencia desde los años 90 y fue profesora de la ESAD de Valencia entre 2007 y 2011. De esta última experiencia surgió la compañía La Perrica de Jérez, integrada por Mafalda Bellido, Blanca Martínez y José Miguel Ortiz, con obras dirigidas por López.
Desde 2021 es miembro de la Associació Valenciana d'Escriptores i Escriptors de Teatre (AVEET).

## Reconocimientos
En 1995  fue galardonada con el Premio a la Mejor Actriz por la Crítica de Barcelona por su interpretación en Libración. En 2002 recibió el Premio Amiga del Cinema del Festival de Cortometrajes de Sagunto. En 2018, la Asociación Memoria Industrial y Movimiento Obrero (Amimo) le concedió el Premio Gonzalo Montiel por su compromiso con la recuperación de la memoria vinculada a la antigua siderurgia de Altos Hornos del Mediterráneo.
En 2010, Aquel aire infinito, con López en el reparto, recibió el Premio Nacional de Literatura Dramática otorgado a Lluïsa Cunillé. El premio de 2021 a mejor espectáculo del Instituto Valenciano de Cultura (IVC) fue para la obra Saguntilíada de la compañía Hongaresa de Teatre. En 2025, año de su treinta aniversario, la compañía recibió el Premio Gonzalo Montiel de la Asociación Memoria Industrial y Movimiento Obrero (Amimo), que destacó su permanente reivindicación del lugar de origen y la vinculación con la memoria obrera y el paisaje industrial. En 2016, se publicó Hongaresa, 20 años en las fronteras magníficas del vino, editado por Josep Lluís Sirera, que recoge su trayectoria en la compañía.